# Signau (distrikt)
Signau var fram till 31 december 2009 ett amtsbezirk i kantonen Bern, Schweiz.

## Geografi

### Indelning
Signau var indelat i fyra kommuner:
- Eggiwil
- Langnau im Emmental
- Lauperswil
- Rüderswil
- Röthenbach im Emmental
- Schangnau
- Signau
- Trub
- Trubschachen